# Good Thing (Zedd-und-Kehlani-Lied)
Good Thing (englisch für ‚Gute Sache‘) ist ein Lied des deutsch-russischen DJs Zedd und der US-amerikanischen R&B-Sängerin Kehlani.

## Entstehung und Artwork
Geschrieben wurde das Lied gemeinsam von den beiden Interpreten Kehlani Parrish und Zedd (Anton Zaslavski) sowie den weiteren Autoren Fin „Starsmith“ Dow-Smith, Peter „Lostboy“ Rycroft und Cleo Tighe. Die Produktion erfolgte durch Lostboy, Starsmith und Zedd. Darüber hinaus zeichnete Zedd auch für die Abmischung des Stücks verantwortlich. Das Mastering erfolgte durch den Briten Mike Marsh von The Exchange Mike Marsh Mastering. Die technische Betreuung während der Produktion erfolgte unter der Leitung des US-amerikanischen Toningenieurs Ryan Shanahan.
Auf dem Frontcover der Single ist – neben Künstlernamen und Liedtitel – ein Heißluftballon, über dem Meer während des Sonnenuntergangs, zu sehen. Am unteren Ende des Ballons findet sich anstatt des typischen Korbes ein Herz wider. Um die Ballonhülle befindet sich ein weißleuchtender Ring.

## Veröffentlichung und Promotion
Die Erstveröffentlichung von Good Thing erfolgte am 27. September 2019 als Einzeldownload und Musikstreaming. Die Single erschien unter dem Musiklabel Interscope Records und wurde durch Universal Music Publishing vertrieben.

## Inhalt
Der Liedtext zu Good Thing ist in englischer Sprache verfasst und bedeutet ins Deutsche so viel wie „Gute Sache“. Die Musik und der Text wurden gemeinsam von Kehlani, Lostboy, Starsmith, Cleo Tighe und Zedd geschrieben beziehungsweise komponiert. Musikalisch bewegt sich das Lied im Bereich des Dance-Pops. Das Tempo beträgt 186 Schläge pro Minute. Inhaltlich geht es in Good Thing darum, für Selbstliebe einzustehen; zu wissen, dass man für ein glückliches und erfülltes Leben niemand anderen braucht.
Aufgebaut ist das Lied auf zwei Strophen und einem Refrain. Das Lied beginnt mit der ersten Strophe, auf die zunächst ein sogenannter Pre-Chorus sowie im Anschluss der eigentliche Refrain folgt. Der gleiche Vorgang wiederholt sich mit der zweiten Strophe. Nach dem zweiten Refrain wiederholt sich im direkten Anschluss der Pre-Chorus und der Refrain, womit das Lied endet. Der Hauptgesang des Liedes stammt ausschließlich von Kehlani, im Hintergrund ist die Stimme des Co-Autoren Tighe zu hören. Zedd wirkt lediglich als DJ und Produzent mit.
| „’Cause I already got a good thing with me. Yeah, I already got everything I need. The best things in life are already mine. Don’t tell me that you got a good thing for me. ’Cause I already got a good thing with me. Yeah, I already done everything I dream. I’m good by myself, don’t need no one else. Don't tell me that you got a good thing for me. ’Cause I already got a good thing“ – Refrain, Originalauszug | „Weil ich schon eine gute Beziehung mit mir selbst führe. Ja, ich habe bereits alles was ich benötige. Die besten Dinge des Lebens sind bereits mir. Erzähl mir nicht, dass du mir gute Dinge bringen wirst. Denn ich führe eine gute Beziehung mit mir selbst. Ja, ich habe bereits alles getan, wovon ich geträumt habe. Ich genüge mir selbst und brauche niemand anderen. Erzähle mir nicht, dass du etwas gutes für mich bist. Weil ich schon eine gute Beziehung mit mir selbst führe.“ – Refrain, Übersetzung |

## Musikvideo
Das Musikvideo zu Good Thing feierte am 3. Oktober 2019 auf YouTube seine Premiere. Das Video spielt in einem Restaurant, in der Kehlani als Kellnerin und Zedd als Pianist tätig sind. Zu Beginn ist ein Streitgespräch zwischen Zedd und dem Restaurantführer zu sehen, in dem Zedd darauf hingewiesen wird, dass er keinen Modern Jazz mehr spielen solle. Zedd begibt sich daraufhin an sein Klavier, horcht zunächst den Gesprächen im Saal zu und beginnt Good Thing zu spielen. Daraufhin erscheint Kehlani zu ihrem Schichtbeginn. Zunächst geht sie ihrem Job nach, doch nach einem Zwischenfall mit einem Gast, bei dem ihr ein Rotwein übergossen wird, nimmt sie sich erstmal eine Pause. In dieser ist eine Tanzsequenz mit ihr und weiteren Tänzern in einem leeren Saal zu sehen. Nach dieser Sequenz betritt sie die Küche, wo sie ihre Arbeitskleidung niederlegt und sich zurück zum Speisesaal begibt. Dort belästigt sie zunächst die Gäste, in dem sie ihnen Kleidungsstücke vom Körper reist, sie bespuckt oder mit einer Gabel bedroht. Später liegt sie bei Zedd auf dem Klavier. Gegen Ende bekommt sie von einem Gast einen Umschlag mit Geld und den Worten „I gotta good thing for you … call me“ (englisch für ‚Ich habe eine gute Sache für dich … ruf mich an‘) überreicht, auf den sie „Just the tip“ (englisch für ‚Nur das Trinkgeld‘) erwidert. Das Video endet mit einer Tanzanlage von Kehlani und den Tänzern, bei denen zwischendurch ebenfalls die Gäste belästigt werden. Die Gesamtlänge des Videos beträgt 4:22 Minuten. Regie führte, wie schon bei Zedds vorangegangener Single 365, der US-amerikanische Regisseur Warren Fu. Bis heute zählt das Musikvideo über 37,4 Millionen Aufrufe bei YouTube (Stand: Mai 2020).

## Mitwirkende
| Liedproduktion - Fin “Starsmith” Dow-Smith: Komponist, Liedtexter, Musikproduzent - Mike Marsh: Mastering - Kehlani Parrish: Gesang, Komponist, Liedtexter - Peter “Lostboy” Rycroft: Komponist, Liedtexter, Musikproduzent - Ryan Shanahan: Toningenieur - Cleo Tighe: Begleitgesang, Komponist, Liedtexter - Anton Zaslavski (Zedd): Abmischung, DJ, Komponist, Liedtexter, Musikproduzent Unternehmen - The Exchange Mike Marsh Mastering: Mastering - Interscope Records: Musiklabel - Universal Music Publishing: Vertrieb | Musikvideo - Sean Bankhead: Choreograf - Kaitlyn Battistelli: Colorist - Max Colt: Visueller Effekt - Warren Fu: Regisseur - Whitney Jackson: Filmproduzent - Brandon Kim: Tongestalter - Michelle Laine: Stylist - Zaldy Lopez: Filmeditor - Sara Nix: Ausführender Produzent - John Richoux: Szenenbildner - Kenny Taylor: 1. Kameraassistent - Rob Witt: Kameramann |

## Kommerzieller Erfolg

### Chartplatzierungen
Good Thing erreichte im Vereinigten Königreich Position 92 der offiziellen Singlecharts und konnte sich insgesamt vier Wochen in der Hitparade platzieren. In den Vereinigten Staaten verfehlte die Single die Billboard Hot 100, konnte sich jedoch auf Platz 23 der Bubbling Under Hot 100 Singles (Pendant zu den Single-Trend-Charts in Deutschland) platzieren. Darüber hinaus konnte sich das Lied mehrere Tage in den deutschen iTunes-Tagesauswertungen platzieren und erreichte mit Position 74 seine höchste Chartnotierung am 27. September 2019.
Für Zedd als Interpret ist Good Thing der zwölfte Charterfolg im Vereinigten Königreich. Als Autor und Interpret erreichte er hiermit jeweils zum 14. Mal die britischen Singlecharts. Kehlani erreichte hiermit zum achten Mal die britischen Charts als Interpretin sowie zum siebten Mal als Autorin.
| ChartsChartplatzierungen     | Höchstplatzierung | Wochen |
| ---------------------------- | ----------------- | ------ |
| Vereinigtes Königreich (OCC) | 92 (4 Wo.)        | 4      |

### Auszeichnungen für Musikverkäufe
| Land/Region       | Auszeichnungen für Musikverkäufe (Land/Region, Auszeichnung, Verkäufe) | Verkäufe |
| ----------------- | ---------------------------------------------------------------------- | -------- |
| Australien (ARIA) | Platin                                                                 | 70.000   |
| Brasilien (PMB)   | Platin                                                                 | 40.000   |
| Insgesamt         | 2× Platin ·                                                            | 110.000  |

Hauptartikel: Zedd/Auszeichnungen für Musikverkäufe